# Acropora pulchra
Acropora pulchra is een rifkoralensoort uit de familie van de Acroporidae. De wetenschappelijke naam van de soort is voor het eerst geldig gepubliceerd in 1891 door Brook.